# Hilda James
Hilda Marjorie James (Warrington, Inglaterra, 27 de abril de 1904 – Birkenhead, Inglaterra, 27 de julho de 1982) foi uma nadadora britânica que competiu nos Jogos Olímpicos de Verão de 1920. James ganhou uma medalha de prata no revezamento feminino de 4x100 metros e participou das semifinais do evento de 300 metros. Ela possuía sete recordes mundiais e 29 recordes na Inglaterra. 

## Vida
James nasceu em 1904, filha de Gertrude Acton e John James. Seu pai era carteiro e limpador de janelas. Ela começou a treinar nos Garston Baths, em Liverpool. Ela começou a nadar para ocupar seu tempo durante as aulas religiosas de sua escola, pois seus pais não queriam que ela comparecesse.
Quando tinha 16 anos, ela era a melhor escolha para competir nas Olimpíadas, mas sua velocidade não era párea para as americanos, que conquistaram a maioria das medalhas. Foram poucos os eventos de natação para mulheres, mas a equipe britânica levou a prata no revezamento 4x100 metros estilo livre. Em 1924, ela era detentora de todos os recordes britânicos de 100 jardas a uma milha. Ela estava marcada para ter ido às Olimpíadas de 1924, mas ela não tinha 21 anos ainda, e sua mãe exigiu que ela fosse junto como acompanhante. No impasse, James perdeu sua vaga. Logo após as Olimpíadas, ela atingiu maioridade em seu aniversário de 21 anos e conseguiu um emprego na Cunard Line. Ela foi empregada como celebridade. Ela renunciou ao cargo em 1927, pois estava se preparando para ser a primeira mulher a atravessar o Canal da Mancha. Ela treinou na França, mas nenhuma tentativa foi realizada naquele ano e, em outubro, Mercedes Gleitze se tornou a primeira mulher a atravessar o canal nadando. Outra tentativa por James foi proposta para 1928, mas nunca aconteceu. Uma fonte diz que durante esse tempo ela ainda estava trabalhando para a Cunard. 
Ela se casou com (William) Hugh McAllister em 1930, que trabalhava no navio de luxo de Cunard, Carinthia. Eles tiveram um filho, Donald Hugh McAllister. No mesmo ano, em março, Mercedes Gleitze estava em Liverpool, onde tentava nadar por 31 horas seguidas. James apareceu no evento sem aviso e, depois que Gleitze percebeu quem ela era, aceitou a oferta de James para cuidar dela e alimentá-la durante sua primeira noite.
Hilda morreu em 1982, em Birkenhead.

## Recordes
Ela possuía sete recordes mundiais e 29 recordes na Inglaterra e todos os recordes britânicos de 150 jardas a 1 milha.